# Hydrangea arborescens
Espèce
Classification APG II (2003)
L'hortensia de Virginie ou hortensia arborescent - Hydrangea arborescens - est un arbuste ornemental de la famille des Hydrangeacées originaire d'Amérique du Nord.

## Synonymes
Cette espèce compte trois synonymes : Hydrangea vulgaris Michx. (1803), Viburnum alnifolium Marshall (1785), Viburnum americanum Mill. (1768)

## Variétés et sous-espèces
Plusieurs variétés, formes botaniques et sous-espèces ont été répertoriées :
- Hydrangea arborescens fo. acarpa H.St.John (1922) : voir Hydrangea arborescens subsp. discolor (Ser.) E.M.McClint.
- Hydrangea arborescens var. australis Harb. (1928)
- Hydrangea arborescens var. deamii H.St.John (1922) : voir Hydrangea arborescens subsp. discolor (Ser.) E.M.McClint.
- Hydrangea arborescens subsp. discolor (Ser.) E.M.McClint. (1956) - synonyme : Hydrangea arborescens fo. acarpa H.St.John
- Hydrangea arborescens var. discolor Ser. (1830) : voir Hydrangea arborescens subsp. discolor (Ser.) E.M. McClint.
- Hydrangea arborescens fo. grandiflora Rehder (1908)
- Hydrangea arborescens var. kanawhana Millsp. (1892)
- Hydrangea arborescens var. oblonga Torr. & A.Gray (1840)
- Hydrangea arborescens subsp. radiata (Walter) E.M.McClint. (1956) - synonymes : Hydrangea nivea Michx., Hydrangea radiata Walter
- Hydrangea arborescens fo. sterilis (Torr. & A.Gray) H.St.John (1922) - synonyme : Hydrangea arborescens var. sterilis Torr. & A.Gray
- Hydrangea arborescens var. sterilis Torr. & A.Gray (1840) : voir Hydrangea arborescens fo. sterilis (Torr. & A.Gray) H.St.John

## Description
Il s'agit d'un arbuste caduc, pouvant dépasser les 3 m de haut.
Les feuilles sont vert moyen, larges, ovales et glabres (certaines variétés - 'radiata' - ont un revers argenté).
En été, la plante produit de larges inflorescences, généralement plates, à petites fleurs fertiles internes blanches, entourées de grandes fleurs stériles blanches.
Cette espèce compte 36 chromosomes.

## Utilisation
Il s'agit d'une espèce très largement utilisée comme arbuste ornemental et qui se trouve aisément en France. Elle exige un substrat acide à neutre (« terre de bruyère »).
De nombreuses variétés, cultivars et hybrides horticoles sont disponibles, dont :
- Hyndrangea arborescens ‘Anabelle’ (variété - en fait espèce hybride - la plus connue, à grandes bractées sphériques crèmes)
- Hydrangea arborescens 'Hayes Starburst' (variété à floraison blanc verdâtre)
- Hydrangea arborescens ‘Invincibelle’ (variété à floraison rose)

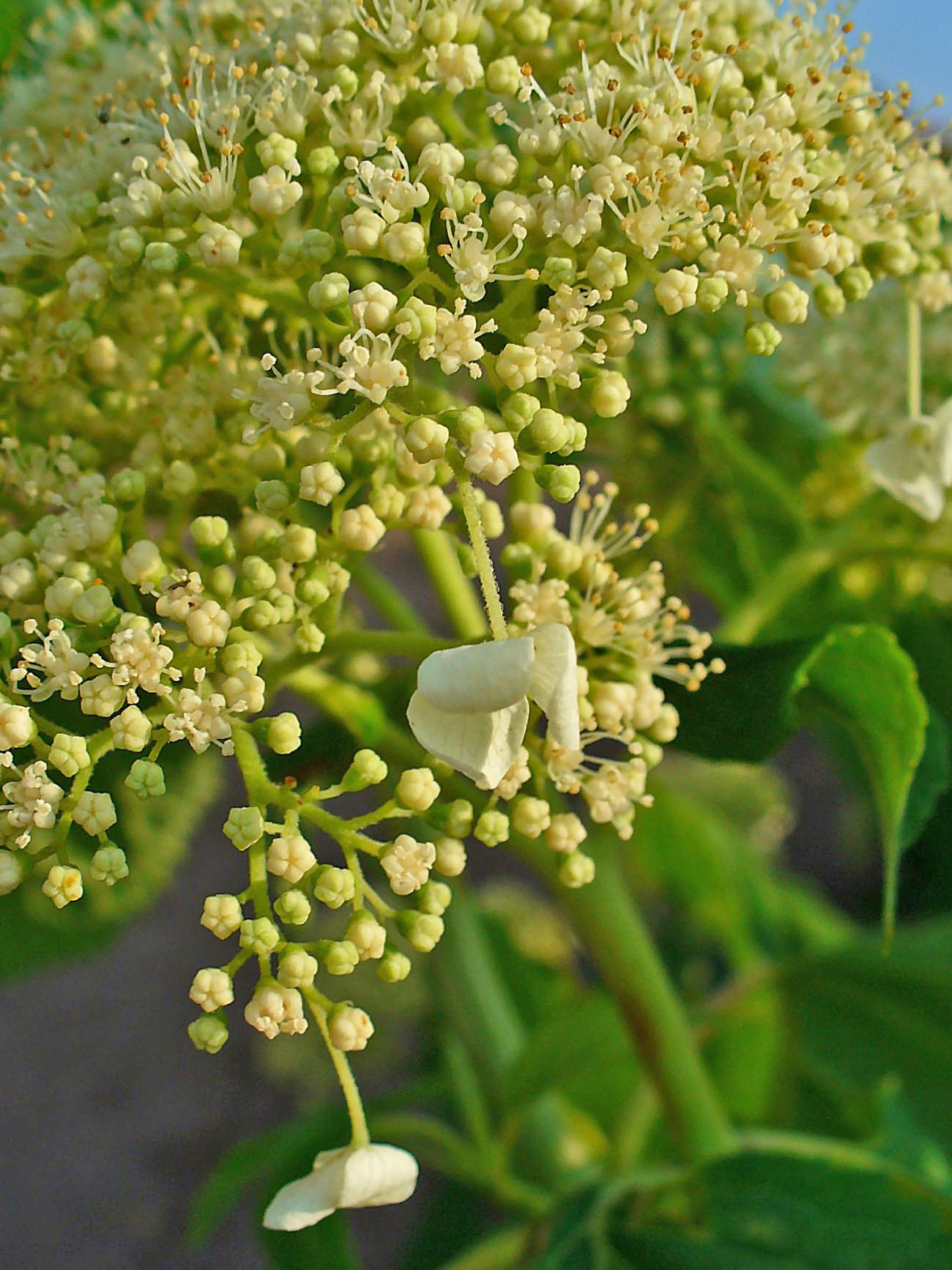
Fleur en début de floraison
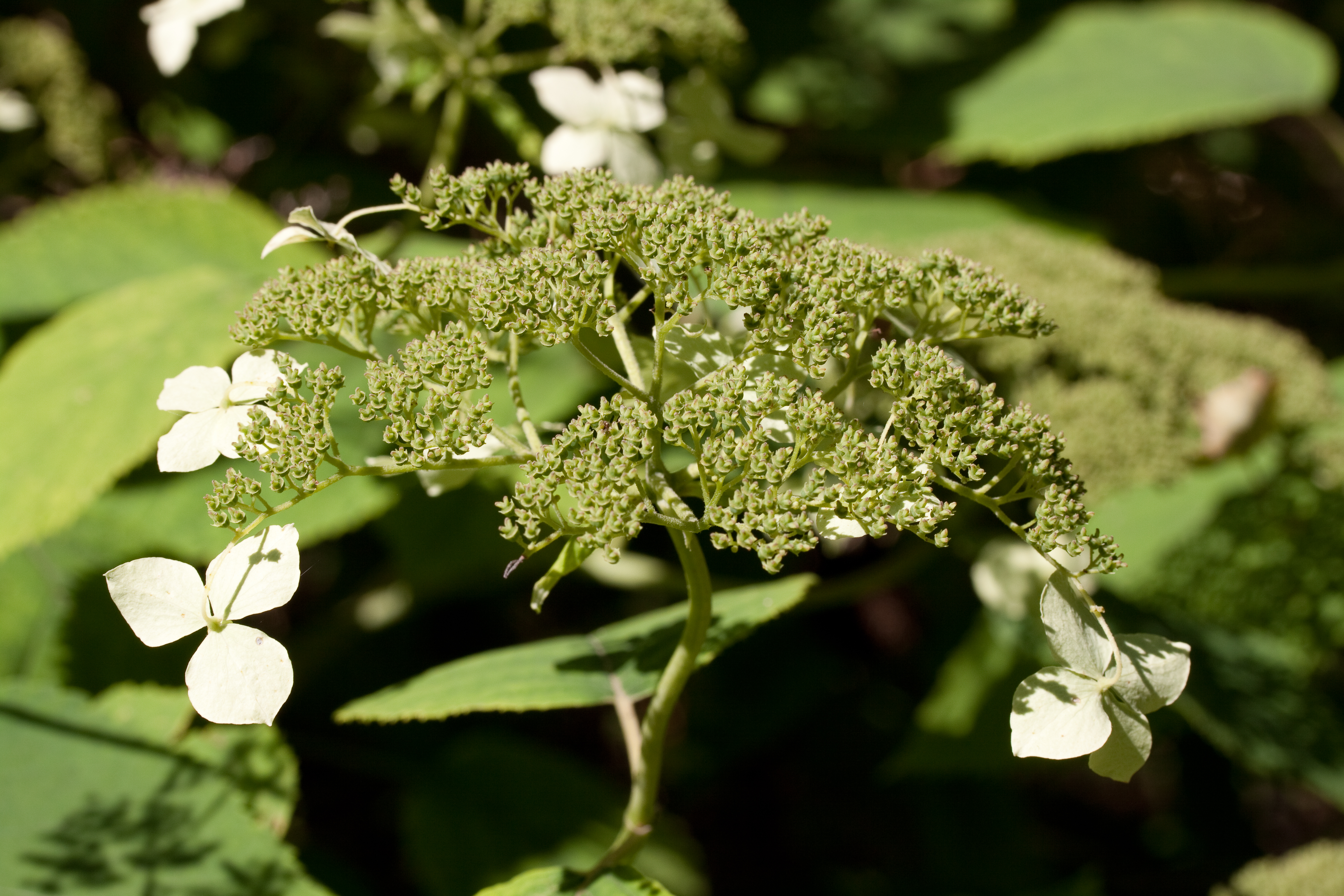
Fleur en fin de Floraison
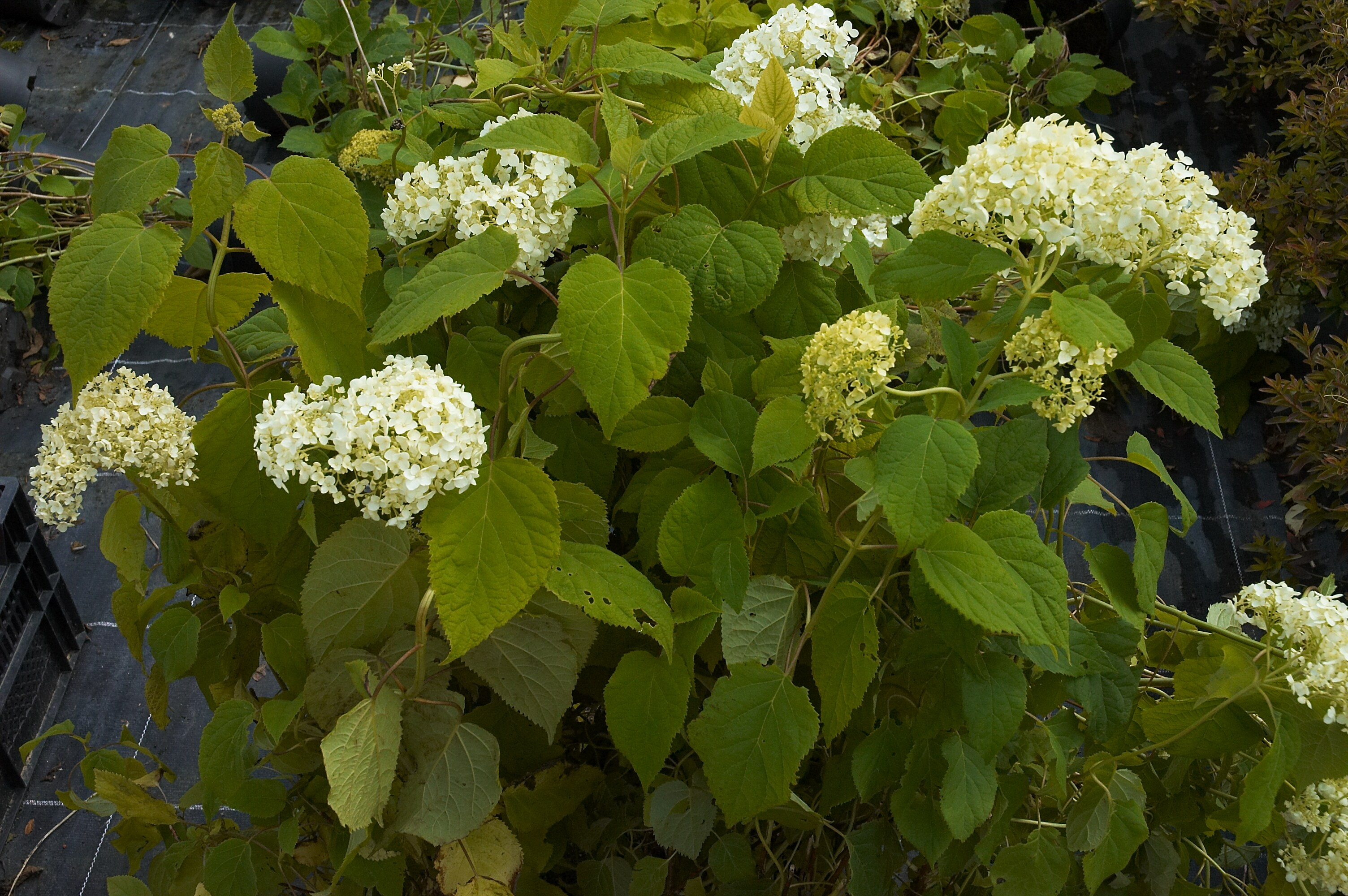
Hybride variétal 'Annabelle'
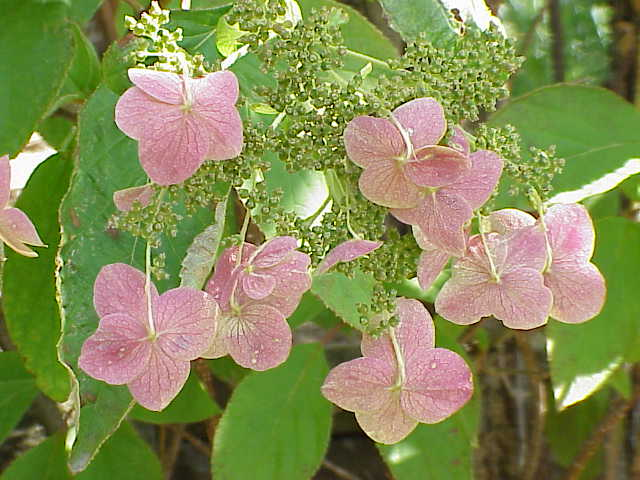
Sous-espèce discolor